# Giacomo Benedetto
Giacomo Benedetto FRSA es un politólogo italobritánico, titular de una cátedra Jean Monnet en Royal Holloway, Universidad de Londres. Es experto en política de la Unión Europea, y ha investigado y publicado extensamente sobre el Parlamento Europeo, el euroescepticismo y el presupuesto de la UE. Benedetto también ha sido editor asociado de la revista académica European Journal of Government and Economics, y coordinador del Centro de EUROSCI Network en el Reino Unido.

## Primeros años y carrera académica
Benedetto es nieto de Geoffrey Grigson, poeta, editor y crítico británico. Obtuvo una licenciatura de la Universidad de Sussex e hizo sus estudios de posgrado en la London School of Economics and Political Science, de la cual obtuvo un máster (Econ) y un doctorado. Su tesis doctoral (2005), bajo la tutela de Simon Hix, versó sobre el Consenso Institucionalizado en el Parlamento de Europa. Benedetto comenzó su carrera académica como profesor en la Universidad de Manchester en 2005. Se unió a Royal Holloway, Universidad de Londres en 2006, y obtuvo una cátedra Jean Monnet en 2016. Su conferencia inaugural se tituló £ 350 millones por semana y por qué Europa necesita un presupuesto .

## Logros
Como experto en política presupuestaria de la UE, Benedetto es coautor del Estudio sobre el potencial y las limitaciones de la reforma de la financiación del presupuesto de la UE que fue preparado para el Grupo de alto nivel sobre recursos propios de la UE, el llamado Grupo Monti. Como titular de una cátedra Jean Monnet, también fue invitado a proporcionar testimonio oral sobre el Brexit y el presupuesto de la UE por la subcomisión de asuntos financieros de la comisión sobre la Unión Europea de la Cámara de los Lores británica.

## Obras selectas
- Benedetto, G. y S. Milio (eds) (2012), reforma presupuestaria de la Unión Europea: instituciones, política y crisis económica . Palgrave Macmillan.[15]
- Nuñez Ferrer, J., J. Le Cacheux, G. Benedetto y M. Saunier (2016), Estudio sobre el potencial y las limitaciones de la reforma de la financiación del presupuesto de la UE: Experiencia encargada por la Comisión Europea en nombre del Alto Nivel Grupo de recursos propios . Centro de Estudios de Política Europea.